# Mind1 (Azahriah-dal)
A Mind1 Azahriah és DESH közös dala A ló túloldalán című albumról, amelynek első kislemezeként jelent meg 2021. május 29-én a Supermanagementen keresztül, egy videóklippel együtt. A dal producere Azahriah volt.
A dal a Mahasz Stream Top 40 slágerlista 9. helyén nyitott, majd listavezetőként is szerepelt.

## Videóklipp
A zenéhez tartozó videóklippet gyerekkori barátja, a régebben youtuberként tevékenykedő Vitó Zsombor készítette.

## Slágerlisták
| Slágerlista (2022–2023)       | Legmagasabb pozíció |
| ----------------------------- | ------------------- |
| Rádiós Top 40 (Mahasz)        | 28                  |
| Magyar Rádiós Top 40 (Mahasz) | 11                  |
| Single Top 40 (Mahasz)        | 4                   |
| Single Top 40 lista (Mahasz)  | 1                   |
| Hungary Songs (Billboard)     | 5                   |